# Radioastronomia

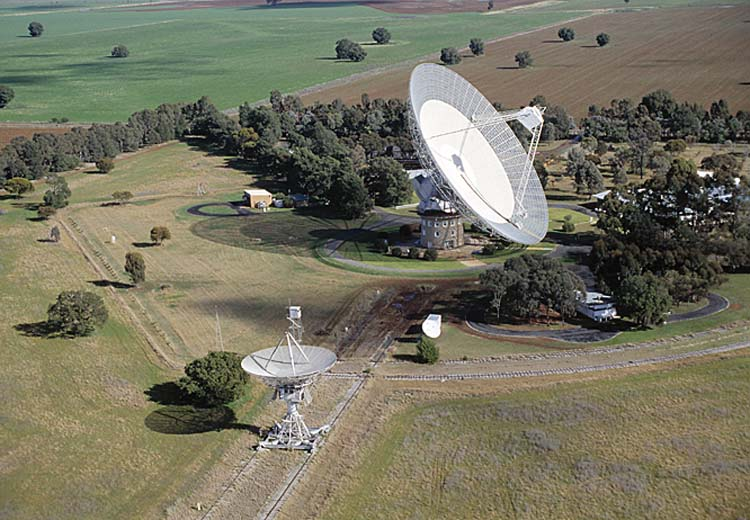
Radioteleskop o średnicy 64 m w Parkes w Nowej Południowej Walii, Australia

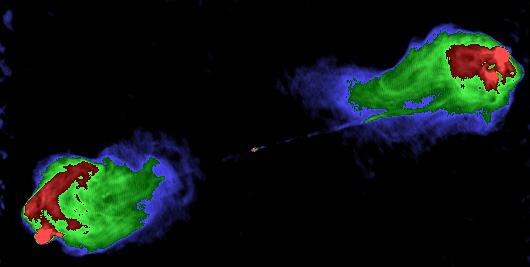
Galaktyka Cygnus A - obraz uzyskany przy pomocy radioteleskopu Very Large Array

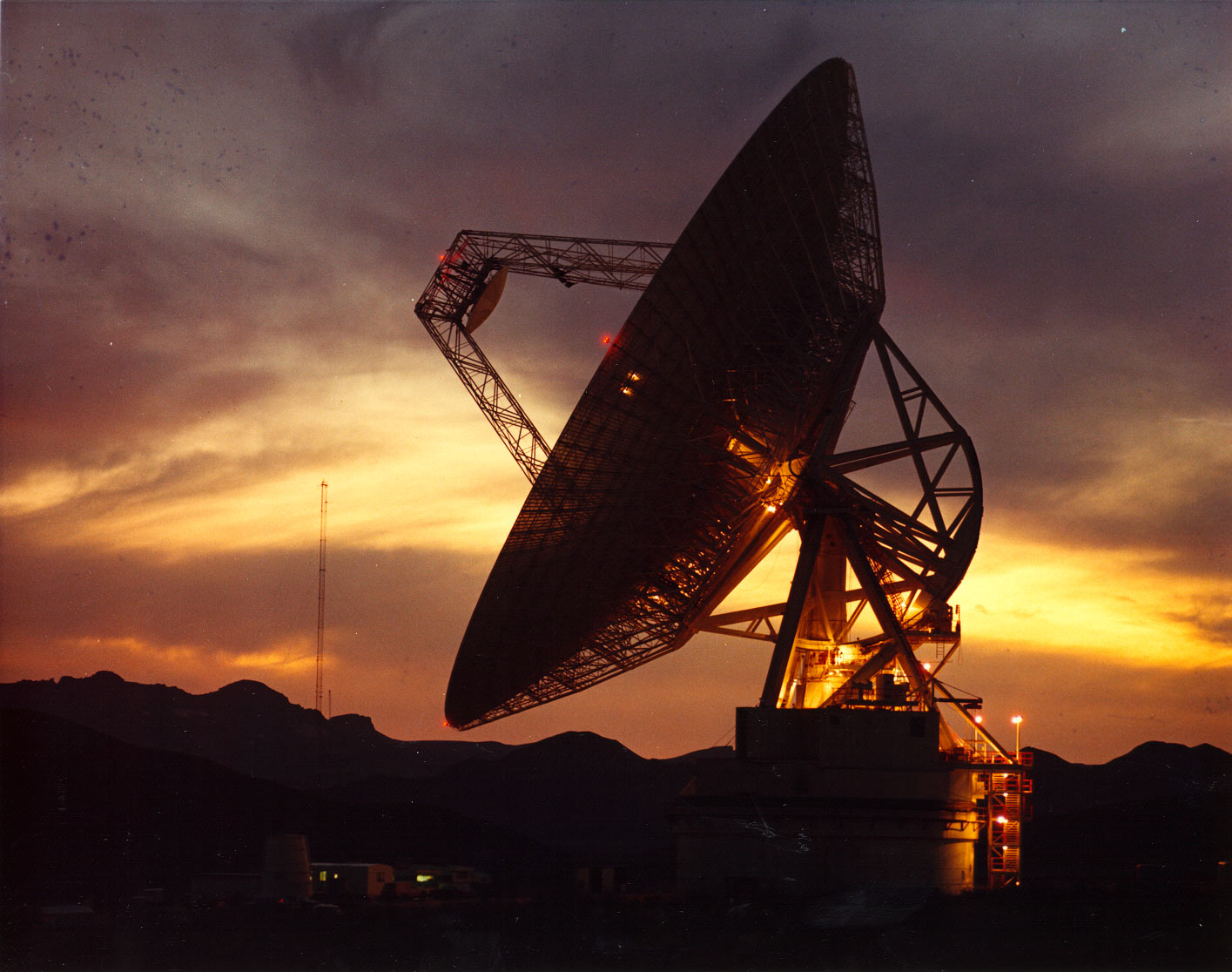
70-metrowy radioteleskop w Goldstone Observatorium, Kalifornia

Radioastronomia – dział astronomii obserwacyjnej, zajmujący się badaniem za pomocą radioteleskopów promieniowania elektromagnetycznego w zakresie fal radiowych emitowanego przez obiekty kosmiczne.
Zakres widma elektromagnetycznego będący obszarem zainteresowania radioastronomii rozciąga się od promieniowania mikrofalowego aż do ultradługich fal radiowych. Zakres ten odpowiada długości fal od poniżej 1 mm do setek metrów, od strony fal krótkich sąsiaduje on z zakresem fal podczerwonych.
Źródłami promieniowania radiowego są w pewnym stopniu niemal wszystkie obiekty astronomiczne.
Najważniejsze kategorie radioźródeł to:
- rentgenowskie układy podwójne (szczególnie mikrokwazary)
- gaz międzygwiazdowy
- gwiazdy neutronowe (pulsary)
- pozostałości po wybuchach supernowych
- kosmiczne masery
- galaktyki (szczególnie galaktyki aktywne, w tym radiogalaktyki, kwazary i blazary)
- tło kosmiczne

## Obserwatoria radioastronomiczne
Ważniejsze obserwatoria radioastronomiczne na świecie i w Polsce:
- Green Bank, NRAO
- Parkes
- Jodrell Bank
- VLA
- Arecibo
- Effelsberg
- Piwnice k. Torunia

## Historia
Początki radioastronomii to rok 1931, kiedy to inżynier laboratoriów Bella, Karl Jansky, pierwszy raz zaobserwował promieniowanie elektromagnetyczne o częstotliwościach radiowych dochodzące spoza Ziemi.
Rozwój techniki mikrofalowej, jaki nastąpił w czasie i po II wojnie światowej, pozwolił na znaczny rozwój tej dziedziny nauki i dokonanie licznych odkryć w drugiej połowie XX w.

## Radioastronomowie
- Karl Guthe Jansky
- Grote Reber
- James Stanley Hey
- Arno Allan Penzias
- Robert Woodrow Wilson
- Frank Drake
- Jill Cornell Tarter

## Częstotliwości
Ważniejsze częstotliwości używane w badaniach radioastronomicznych:
- 20,7 MHz – w tym pasmie częstotliwości dokonał pierwszych odkryć Karl Jansky
- 127 MHz – częstotliwość wykorzystywana do badań Słońca
- 406 MHz
- 1420 MHz, fala o długości 21 cm – promieniowanie elektromagnetyczne linii wodoru
- 5 GHz
- 8,4 GHz pasmo częstotliwości do łączności z sondami kosmicznymi
- 10 GHz
- 22 GHz
- 43 GHz
- 86 GHz
- 147 GHz – 2 mm
- 150 GHz
- 220 GHz